# Frank Castañeda
Frank Andersson Castañeda Velez (Cali, 17 de julio de 1994) es un futbolista colombiano. Juega como delantero y actualmente milita en el Banfield de la Primera División de Argentina.
Castañeda se dio a conocer internacionalmente mientras vestía la casaca del Sheriff Tiraspol de Moldavia tras un partido en Champions League donde fue una de las figuras del encuentro frente al Real Madrid, junto con su compatriota Danilo Arboleda.

## Estadísticas
| Club                            | Div.                | Temporada           | Liga  | Liga  | Copa nacional | Copa nacional | Copa internacional | Copa internacional | Total | Total | Media goleadora |
| Club                            | Div.                | Temporada           | Part. | Goles | Part.         | Goles         | Part.              | Goles              | Part. | Goles | Media goleadora |
| ------------------------------- | ------------------- | ------------------- | ----- | ----- | ------------- | ------------- | ------------------ | ------------------ | ----- | ----- | --------------- |
| Orsomarso · Colombia            | 2.ª                 | 2016                | 29    | 4     | 1             | 0             | -                  | -                  | 30    | 4     | 0,13            |
| Orsomarso · Colombia            | 2.ª                 | 2017                | 13    | 0     | 3             | 0             | -                  | -                  | 16    | 0     | 0,0             |
| Orsomarso · Colombia            | Total               | Total               | 42    | 4     | 4             | 0             | 0                  | 0                  | 46    | 4     | 0,08            |
| Senica · Eslovaquia             | 1.ª                 | 2017-18             | 7     | 5     | 2             | 0             | -                  | -                  | 9     | 5     | 0,55            |
| Senica · Eslovaquia             | 1.ª                 | 2018-19             | 30    | 5     | 6             | 6             | -                  | -                  | 36    | 11    | 0,30            |
| Senica · Eslovaquia             | 1.ª                 | 2019-20             | 17    | 8     | 2             | 0             | -                  | -                  | 19    | 8     | 0,41            |
| Senica · Eslovaquia             | Total               | Total               | 54    | 18    | 10            | 6             | 0                  | 0                  | 64    | 24    | 0,37            |
| Sheriff Tiraspol Moldavia       | 1.ª                 | 2020-21             | 35    | 28    | 4             | 4             | 3                  | 1                  | 42    | 33    | 0,79            |
| Sheriff Tiraspol Moldavia       | 1.ª                 | 2021-22             | 17    | 6     | 2             | 1             | 12                 | 2                  | 31    | 9     | 0,29            |
| Sheriff Tiraspol Moldavia       | Total               | Total               | 52    | 34    | 6             | 5             | 15                 | 3                  | 73    | 42    | 0,58            |
| Warta Poznań · Polonia          | 1.ª                 | 2021-22             | 13    | 4     | -             | -             | -                  | -                  | 13    | 4     | 0.31            |
| Warta Poznań · Polonia          | Total               | Total               | 13    | 4     | 0             | 0             | 0                  | 0                  | 13    | 4     | 0.31            |
| Buriram United Tailandia        | 1.ª                 | 2022-23             | 9     | 3     | 4             | 3             | -                  | -                  | 13    | 6     | 0,46            |
| Buriram United Tailandia        | Total               | Total               | 9     | 3     | 4             | 3             | 0                  | 0                  | 13    | 6     | 0.46            |
| Radomiak Radom · Polonia        | 1.ª                 | 2022-23             | 12    | 1     | -             | -             | -                  | -                  | 12    | 1     | 0,08            |
| Radomiak Radom · Polonia        | 1.ª                 | 2023-24             | 15    | 1     | 1             | 0             | -                  | -                  | 16    | 1     | 0,06            |
| Radomiak Radom · Polonia        | Total               | Total               | 27    | 2     | 1             | 0             | 0                  | 0                  | 28    | 2     | 0,07            |
| Santa Fe · Colombia             | 1.ª                 | 2024                | 10    | 0     | 4             | 0             | -                  | -                  | 14    | 0     | 0,0             |
| Santa Fe · Colombia             | Total               | Total               | 10    | 0     | 4             | 0             | 0                  | 0                  | 14    | 0     | 0,0             |
| Atlético Bucaramanga · Colombia | 1.ª                 | 2024                | 0     | 0     | 0             | 0             | -                  | -                  | 0     | 0     | 0,0             |
| Atlético Bucaramanga · Colombia | Total               | Total               | 0     | 0     | 0             | 0             | 0                  | 0                  | 0     | 0     | 0,0             |
| Total en su carrera             | Total en su carrera | Total en su carrera | 207   | 65    | 29            | 14            | 15                 | 3                  | 251   | 82    | 0.33            |

## Palmarés

### Títulos nacionales
| Título                       | Club             | País      | Año     |
| ---------------------------- | ---------------- | --------- | ------- |
| Divizia Națională            | Sheriff Tiraspol | Moldavia  | 2020-21 |
| Divizia Națională            | Sheriff Tiraspol | Moldavia  | 2021-22 |
| Copa de Moldavia             | Sheriff Tiraspol | Moldavia  | 2021-22 |
| Liga de Tailandia            | Buriram United   | Tailandia | 2022-23 |
| Copa FA de Tailandia         | Buriram United   | Tailandia | 2022-23 |
| Copa de la Liga de Tailandia | Buriram United   | Tailandia | 2022-23 |

### Distinciones individuales
| Distinción                                  | Año     |
| ------------------------------------------- | ------- |
| Goleador de la Divizia Națională (28 goles) | 2020-21 |
| Goleador de la Copa de Moldavia (4 goles)   | 2020-21 |